# 無量光寺 (相模原市)
無量光寺（むりょうこうじ）は、神奈川県相模原市南区当麻にある仏教寺院。時宗の旧大本山。

## 概略
山号は当麻山、院号は金光院、道場号は当麻道場。当麻無量光寺とよばれる。地元民は山号でよぶことが多い。
時宗当麻派の本寺であった。

## 沿革
寺伝によれば、弘長元年（1261年）一遍により草庵が設けられたのが始まりであるという。実際にはその高弟である他阿真教が嘉元元年（1303年）2月に遊行を終えて止住するために念仏道場を開いたのが起源であろう。『遊行上人縁起絵』は当寺の歳末別時念仏で場面が終わる。文保3年（1319年）に真教が亡くなると、初期時衆教団の聖地となり、参詣者が引きも切らなかったことが他阿呑海の法語に遺っている。
2世他阿真教の後を承けた3世他阿智得が亡くなると、真教の弟子、有阿恵永（後の呑海）が当麻に入ろうとする。しかし執権北条高時の支持を得た智得の弟子内阿（他阿真光）がすでに相続しており、果たせなかった。そこで呑海は鎌倉郡俣野領内の藤沢にあった廃寺だった極楽寺を清浄光院として再興、清浄光寺として現在に至る。時宗の主流派「遊行派」の誕生である。 
元弘3年（1333年）に真光が没し、その直後に鎌倉幕府が滅亡した。鎌倉幕府からの帰依を受けた無量光寺はこれにより一時衰退した。
戦国時代に、清浄光寺が三浦道寸と通じて反後北条氏の態度をとったため永正10年（1513年）に兵火に遭って焼失し再興できなかったが、清浄光寺と対抗関係にあった無量光寺は歴代後北条氏の保護を受け、南関東を中心に勢力を誇った。しかし天正18年（1590年）に後北条氏が滅亡し、たび重なる火災のために、再び不振となった。
「時宗十二派」史観では当麻道場の法流は「当麻派」とよばれる。ただし近世史料上では、当麻派も「遊行派」を称することがあった。相模、武蔵、下総に末寺を有し、千葉氏、後北条氏などの帰依があった。「無量光寺文書」は後北条氏との深い関係を示している。当麻派の長は当寺住持で「当麻上人」といい、真教以来「他阿」の本名字を相承している（無量光寺の正統性を認めなかった清浄光寺も同様）。当寺内および末寺から輪番で登位した。隠居すると「前他阿」と号した。現在第68代。
中世から特に近世において、浄土宗（鎮西派）の寓宗となり、法式および人脈は浄土宗に依拠した。当麻上人は浄土宗寺院から入ることが多くなった。歴代が浄土宗の蓮社号・誉号を持っていた。近世に入ると幕府の命により、末寺である法台寺（埼玉県新座市）・来迎寺（千葉県千葉市）は浄土宗に転宗している。これは法台寺出身の観智国師慈昌が芝増上寺住持として徳川家康の帰依を受けた関係からであろう。
近世に当麻上人が周辺諸国を遊行していたことが地方文書に遺されている。それは遊行派が伝馬朱印状を有して大々的に行っていたこととは対照的に、大変こぢんまりとしたものであった。
明治期になり遊行派との別立を企図するが、『皇国地誌』によれば、遊行派が一貫して遊行を行っていたことからその優位性を認め、時宗への残留を容認した（とされている）。時宗大本山に指定され、寺法を有した（現在寺格、寺法は廃止）。
浄土宗の高僧山崎弁栄が大正7年（1918年）7月、61世住職に迎えられ、事実上の中興の祖となる。その徒弟養成のための学校が庫裡に設けられ、後に境内地に建てられた。学校法人光明学園相模原高等学校の起源である。

## その他
史料集に元禄4年（1691年）3月、当寺35世他阿是名による『麻山集』などがある。アンチ遊行派の立場に立ち、ユニークな記述も多い。
賦算権を保持していたため、念仏札の形木が遺っている。その札は正月などに配られていたが、いつしか行われなくなった。
一遍が流罪途上の日蓮を慰問して邂逅したという逸話に基づき、相模川対岸の日蓮宗妙伝寺（厚木市上依知）と交流があり、妙伝寺の御会式に出席したり、当寺の開山忌に招いていたという。
在堪が終わる清浄光寺の学侶に当寺の榧（かや）の木から搾った油で揚げた精進料理を振る舞うしきたりがあった。現在は油を絞る工場が廃絶してしまったことからそのようなしきたりはなくなり、学侶は年度末の二祖忌に参拝に訪れるだけである。
法名は阿号ではなく阿弥号である。
当寺の有力檀徒である関山氏は「当麻三人衆」のうちであり、中世土豪の家柄。一遍の出自である河野氏の一族と伝えている。1999年、神奈川県知事選挙に出馬した関山泰雄はその末裔である。
参道の地層の露頭からは古富士泥流（富士相模川泥流）が発掘されている。

## 文化財
- 一遍智真立像[6] - 秘仏の本尊。10月23日の開山忌などに開帳される。レプリカが国立歴史民俗博物館と相模原市立博物館にある。市指定有形文化財（彫刻）。
- 他阿真教座像
- 他阿智得座像
- 無量光寺文書[7] - 市指定有形文化財（古文書）。
- 徳本念仏塔[8] - 市登録有形民俗文化財。

## 境内とその周辺

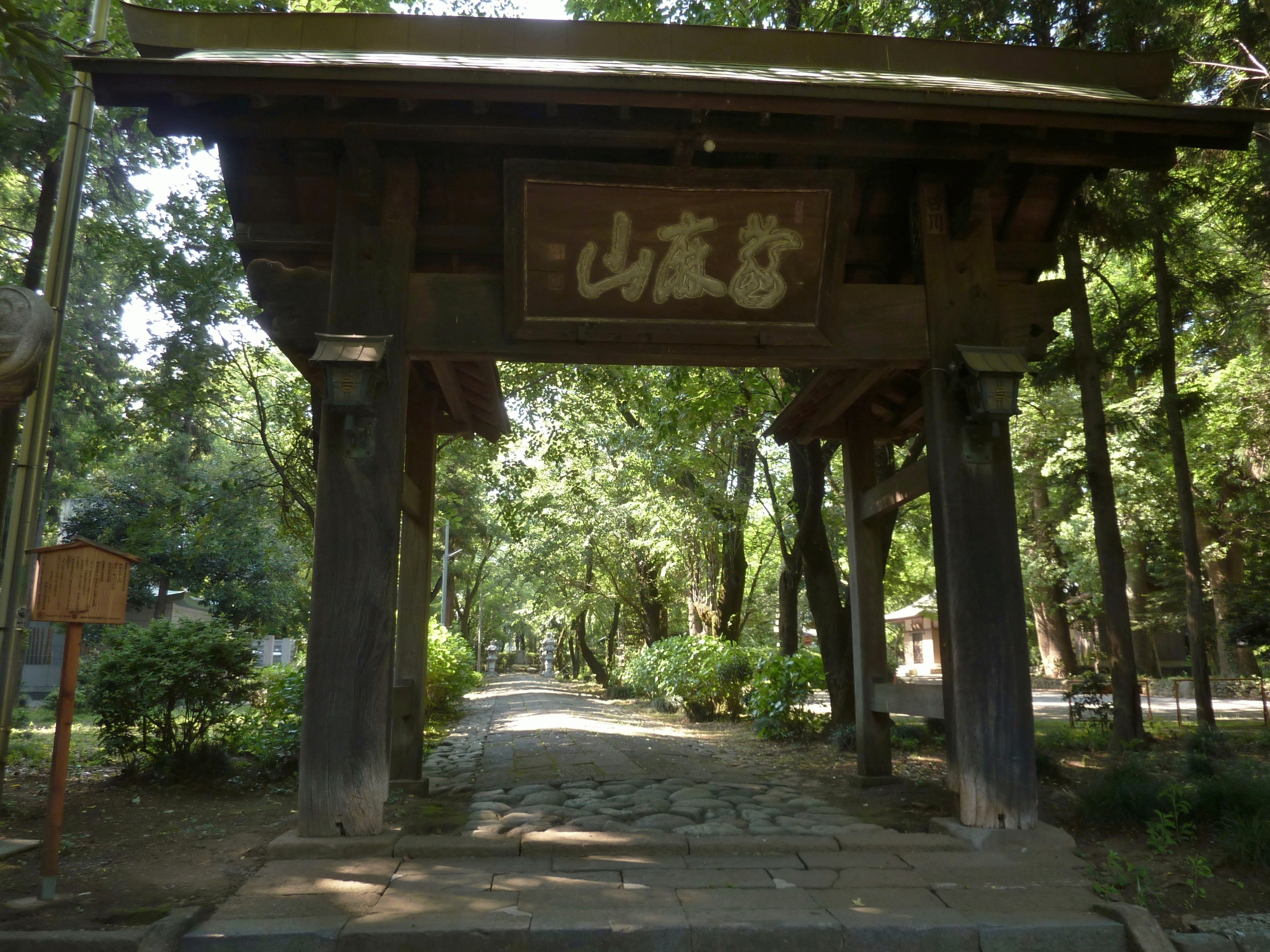
山門

境内は市指定史跡および「かながわの景勝50選」に選定されている
- 仮本堂 - 明治26年（1893年）の大火で本堂が焼失し、正式なものは再建されていない。本堂跡地に一遍銅像が建ち、脇に仮本堂がある。
- 歴代廟所 - 一遍、他阿真教および歴代当麻上人の墓塔。一遍の遺骨は真光寺からの分骨という。律宗に倣った造塔が窺える。
- 熊野権現社
- 東権現 - 末寺であった東沢寺から移したもの。
- 御影の池 - 一遍が水面に映った己の姿を刻んだのが本尊という。
- 御髪塚（おはつづか） - 徳川家の遠祖ゆかりのもの。
- 山門[10] - 高麗門形式。額の題字は小峰峯真の筆。市指定有形文化財（建造物）。

- 笈退（おいしゃり）の泉[11] - 境内より北400メートル。一遍の雨乞い伝説あり。市指定史跡（その他の遺跡）。
- 三嶋神社 - 一遍創建と伝わる。

## 祭礼
- 花祭り - 4月8日
- 開山忌 - 10月23日

## 交通アクセス
鉄道・バス
- 東日本旅客鉄道相模線原当麻駅より徒歩約15分。
- 原当麻駅より神奈川中央交通バスで当麻市場バス停留所で下車、徒歩すぐ。
- 小田急電鉄小田原線本厚木駅より神奈川中央交通バスで当麻市場バス停留所で下車、徒歩すぐ。

自動車
- 圏央道相模原愛川インターチェンジ（相模原市南区当麻）を下りてすぐ。

## 旧末寺
- 金蓮寺 - 埼玉県飯能市
- 海隣寺 - 千葉県佐倉市
- 乗願寺 - 東京都青梅市
- 正福寺 - 東京都青梅市
- 称名寺 - 東京都府中市
- 喜願寺（廃寺） - 東京都八王子市
- 向得寺 - 神奈川県相模原市中央区
- 観心寺 - 神奈川県相模原市南区
- 東沢寺（廃寺） - 神奈川県相模原市南区
- 月光院（廃寺） - 神奈川県相模原市緑区
- 瑠璃光寺 - 神奈川県厚木市
- 法台寺 - 埼玉県新座市。浄土宗
- 来迎寺 - 千葉県千葉市稲毛区。浄土宗系単立